# Ponte d'Ercole
Il Ponte d'Ercole, anche detto Ponte del Diavolo, è un monolito naturale a forma di arco che si trova a Brandola (Polinago) nel territorio del Frignano, tra i comuni di Lama Mocogno, Polinago e Pavullo. Il monolito è composto da roccia arenaria e scavalca un rio in destra della Val Rossenna (bacino del fiume Secchia). L'area circostante il Ponte ha restituito diverse testimonianze di interesse archeologico, databili dall'età protostorica all'epoca medievale, che attestano una frequentazione dell'area legata soprattutto alla presenza del ponte naturale e di sorgenti d'acqua.

## Il monolito

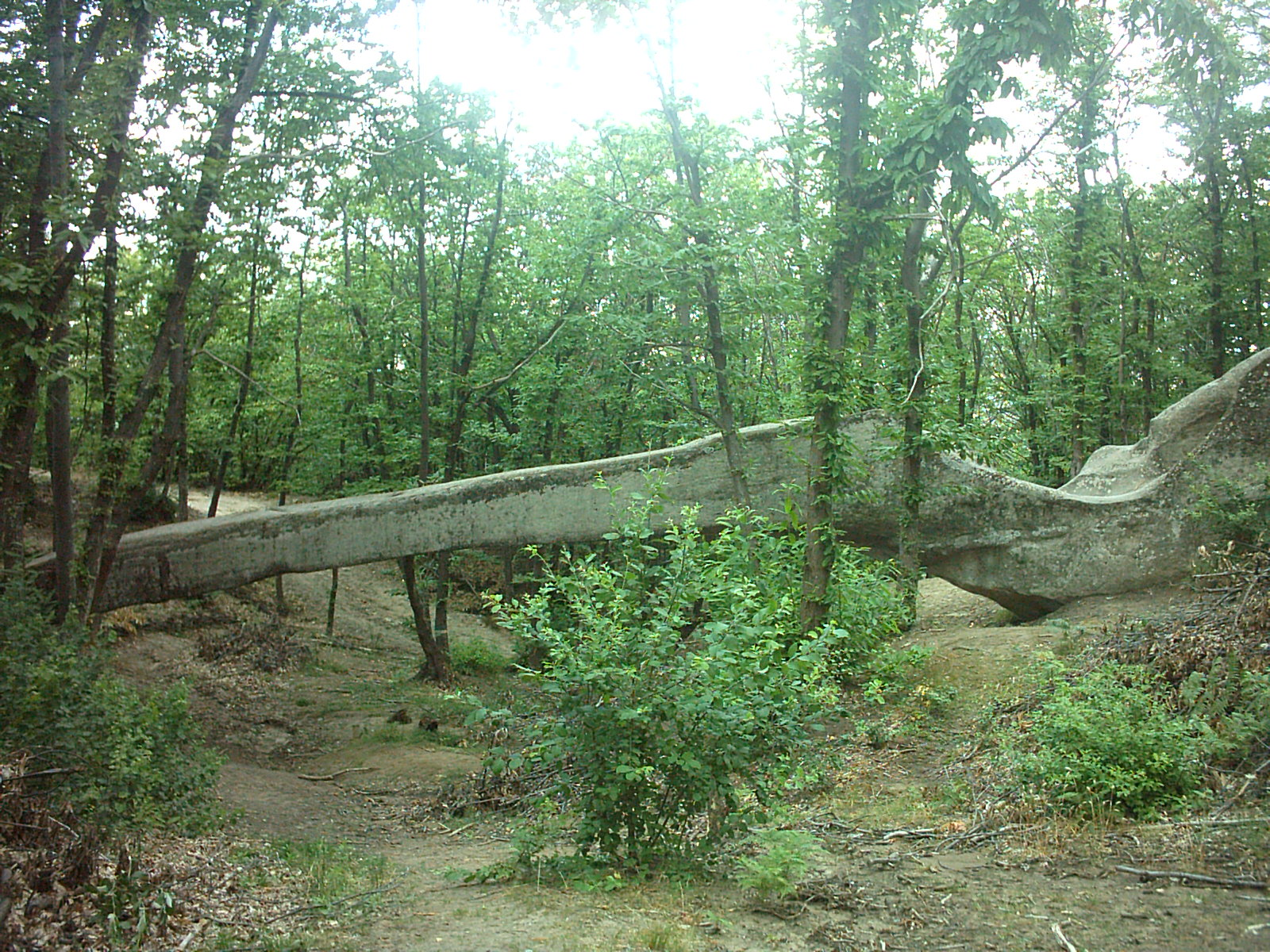
Ponte d'Ercole nell'agosto 2006

Il monolito che dà il nome al sito è una formazione di arenaria, modellata a forma di ponte dall'azione erosiva e millenaria degli agenti naturali: per la sua figura suggestiva ed imponente una leggenda attribuisce al diavolo la sua modellazione.
Il sito è sovrastato a sud dal pianoro di Poggio Pennone o Monte Apollo: proprio sul versante affacciato verso Ponte d'Ercole sgorga una sorgente, le cui acque, oggi captate in un acquedotto, defluivano in direzione del ponte per incanalarsi verso il Fosso di Casina (nel territorio di Polinago).
L'estremità settentrionale della struttura è stata oggetto di interventi dell'uomo che hanno portato alla creazione di una grande vasca per la raccolta dell'acqua scavata nell'arenaria naturale del macigno. La cavità ottenuta presenta alla base una buca di palo, che sosteneva verosimilmente una copertura, e tre grandi fori artificiali alle pareti. Su quello orientale doveva impostarsi un canale di alimentazione, forse collegato direttamente con la sorgente di Poggio Pennone, mentre altri due nella parete opposta dovevano servire per l'uscita del liquido, come testimoniano i profondi solchi generati dallo scorrimento dell'acqua, riscontrabili alla base delle aperture. Una di esse è sormontata da una rientranza di forma quadrangolare, probabile alloggiamento di una paratia per regolare il deflusso.
L'esigenza di convogliare e governare lo scorrimento dell'acqua nel bacino non deve essere stata priva di connotazioni rituali (è possibile che si tratti di una sorta di vasca lustrale per bagni purificatori), forse legate anche a possibili proprietà terapeutiche delle acque cui si attribuiva un'azione guaritrice.
Non vi sono elementi certi per una datazione della vasca, ma l'intensa frequentazione del sito in età romana porta ad ipotizzare la sua realizzazione nell'antichità; essa comunque appare già realizzata in un affresco cinquecentesco conservato al Castello di Spezzano.

### Conformazione geologica
L'arco, lungo 33 m circa con direzione nord-est sud-ovest, ha una larghezza quasi costante di un paio di metri che tende ad ampliarsi fino a 3 metri all'estremità sud-ovest, mentre va riducendosi verso la parte centrale a meno di un metro. Ha fianchi sub-paralleli quasi verticali, una forma leggermente rampante verso nord-est, con l'estradosso che qui termina con un gradino di un paio di metri sulla sponda; verso l'estremità opposta, invece, la superficie di calpestio scende piana e di poco inclinata. 
L'arco si salda al fianco sinistro della vallecola, mentre dalla parte opposta fa corpo con una spalla, scolpita all'interno da una profonda cavità variamente articolata; una croce a sbalzo, poco leggibile, è incisa sul fianco di monte, forse a voler santificare l'opera, perché a questo punto non si può più tacere la leggendaria fantasia che ha visto la mano del Diavolo stesso gettare l'arco attraverso il corso d'acqua per passare oltre senza bagnarsi i piedi, foggiare dei gradini a calci e plasmare un sedile interno per riposare, nonché, con tre zuccate, forarne per ornamento le pareti laterali.
Dappertutto, purtroppo, si leggono scritte deturpanti. Non si può escludere che l'uomo, nel corso del tempo, abbia contribuito alla definizione delle forme che oggi si osservano, come nel caso d'altre morfosculture analoghe presenti in provincia di Modena (la vicina Pietra Tetta o il Dito di Samone). La genesi dell'arco è connessa all'azione continua e sinergica di più processi di degradazione meteorica: disgregazione fisica (umidificazione-essiccazione, gelo-disgelo, ecc.), disfacimento chimico (decomposizione dei feldspati, “soluzione” del calcare cementante, ecc.) ed erosione da parte delle acque di ruscellamento. La forma risultante è stata favorita dalla fessurazione degli strati, riferibile principalmente ad un sistema di fratture verticali e sub-verticali di direzione sud ovest-nord est, parallele ai fianchi dell'arco. Si ritiene che l'acqua scorresse a livello del ponte, per cadere a cascata subito a valle, e che la fessurazione, a monte, si sia aperta tanto da offrire un transito al flusso; questo poté proseguire lungo le superfici di strato sottostanti all'attuale arco, che pertanto si è conservato per il procedere dell'erosione alle sue spalle.
Il quadro evolutivo si potrebbe così riassumere: poco a valle dell'attuale struttura esisteva un gradino da cui l'acqua incanalata, cadendo, ne erodeva la base; a monte, intanto, la fessurazione andava degradandosi tanto da lasciar penetrare acqua, che poté proseguire in un passaggio ipogeo laterale lungo strato, andando a sfondare nella cavità già formatasi sotto la cascatella. Col progressivo allargamento questa via divenne preferenziale, preservando il tratto di roccia posta a valle, sotto la quale l'acqua continuò a fluire, mentre il letto del ruscello andava regredendo verso monte per adattarsi al nuovo livello di base .

## Ponte d'Ercole nella storia
L'area circostante il Ponte d'Ercole ha restituito diverse testimonianze di interesse archeologico, databili dall'età protostorica all'epoca medievale, che attestano una frequentazione dell'area legata soprattutto alla presenza del ponte naturale e di sorgenti d'acqua.
I numerosi materiali rinvenuti sono dovuti per lo più a ritrovamenti occasionali avvenuti durante il XXI secolo, seguiti da alcuni sondaggi eseguiti dalla Soprintendenza per i Beni Archeologici dell'Emilia Romagna.
Un'occupazione dell'area durante il I millennio a.C. è attestata dal rinvenimento di frammenti ceramici ed oggetti di ornamento di ambito villanoviano databili tra l'VIII ed il VI secolo a.C. Nel periodo successivo il sito sembra rientrare, come tutta la montagna modenese, nella zona di influenza ligure: lo rivelano le forme ceramiche ed alcuni accessori dell'abbigliamento che trovano confronti in coevi contesti dell'Emilia occidentale e di oltre Appennino, oltre ad una punta di lancia ritualmente piegata che caratterizza i depositi funerari liguri tra IV e III secolo a.C.
Con il periodo romano le testimonianze si intensificano e sono rappresentate da reperti ceramici, strumenti in metallo e vasellame di vetro, insieme a resti murari, frammenti laterizi e tessere di mosaico che indicano la presenza di ambienti coperti. Si segnala in particolare il ritrovamento di migliaia di monete, che coprono tutto l'arco di frequentazione del sito (II secolo a.C. – V secolo), con una maggiore presenza di emissioni della prima età imperiale (I secolo - II secolo); esse costituivano probabilmente un'offerta votiva deposta direttamente nelle acque oppure entro piccole buche scavate nel terreno.
Tali testimonianze fanno ipotizzare l'esistenza in età romana di una complessa area cultuale articolata attorno al Ponte d'Ercole, cui vanno riferite anche le notizie del ritrovamento di tracciati stradali, le quali suggeriscono, oltre ad un itinerario appenninico, un possibile percorso processionale che congiungeva l'altura di Poggio Pennone con l'area del “ponte” e le strutture annesse.
Il sito è stato frequentato anche in età medievale e moderna, fino ai giorni nostri, come dimostrano alcuni elementi di armamento riferibili ad una sepoltura medievale sconvolta (tra cui un eccezionale morso di cavallo in ferro) e le numerose medagliette devozionali databili dal XVII al XIX secolo, segno della continuità delle pratiche legate alle acque salutifere in associazione con il culto mariano.

## Origine del nome e leggende locali
I toponimi della località riflettono la curiosità suscitata in ogni epoca da questa emergenza naturale. Non è sicura l'origine antica dei due toponimi Ponte d'Ercole e Monte Apollo, attestati per la prima volta verso la metà del XVIII secolo, epoca a cui risalgono i primi ritrovamenti archeologici nell'area: è probabile quindi che tali appellativi siano una creazione erudita di epoca moderna, anche se le divinità interessate sono spesso legate a sorgenti e culti delle acque. L'origine del nome Ponte del Diavolo probabilmente è da collegarsi a leggende locali che attribuivano l'origine del ponte ad opera del maligno.